# Arnhem
Arnhem (tudi Èrnem) je mesto in občina na vzhodu Nizozemske; je glavno mesto province Gelderland in leži ob reki Nederrijn. 1. aprila 2011 je mesto imelo 148.320 prebivalcev, s čimer je eno večjih mest na Nizozemskem.